# Grupo A Tarde
O Grupo A Tarde é um conglomerado de mídia do Brasil. São veículos do grupo os jornais A Tarde e Massa!, o portal A Tarde.com, a rádio A Tarde FM, Mobi A TARDE e a revista Muito. Ainda faz parte do grupo uma empresa de serviços gráficos, na qual ocorre a impressão dos dois jornais, e a agência de notícias Agência A Tarde. A emissora de rádio A Tarde FM detém a terceira maior audiência dentre os soteropolitanos, e é vice-líder no segmento adulto-contemporâneo, conforme pesquisa do Instituto Brasileiro de Opinião Pública e Estatística (IBOPE) publicada no início de 2013. Como parte da responsabilidade social do grupo, há a iniciativa do A Tarde Educação, dedicado à leitura, formação cidadã e pensamento crítico por meio da leitura do principal jornal do grupo.

## História
Há mais de 100 anos, o grupo foi fundado em Salvador por Ernesto Simões Filho. O Grupo começou com o jornal A Tarde, que entrou em circulação a partir de 1912.
Regina Simões de Mello Leitão foi presidente do grupo por mais de 50 anos e deixou o cargo durante crise no grupo pela disputa entre os netos herdeiros do fundador e a perda da liderança de maior jornal em circulação da Bahia, antes detida por 95 anos.
No fim da década de 2000 lançou um jornal focado para a classe C, para enfrentar o crescimento do Correio*. Para esse propósito, surgiu o jornal Massa!.
Em 2012, integrando as mudanças e comemorações do centenário do jornal, foi feita parceria com o portal e provedor de conteúdo Universo Online (UOL), o A Tarde Online passou a integrar a plataforma do UOL e o endereço "www.atarde.com.br" passa a redirecionar para "atarde.uol.com.br".
Em janeiro de 2016, foi anunciada a venda e transferência do comando societário do grupo para a empresa de participações paulista Piatra SP Participações. Com isso, a família Simões, fundadora do jornal, deixaria a empresa após mais de 100 anos de fundação. Entretanto, em 4 de março de 2016, a família Simões retomou a direção da empresa após descumprimento e não atendimento de condição suspensiva do acordo de venda com a Piatra, que não produz efeitos. Foram reintegrados todos os profissionais que haviam sido demitidos.
O aniversário de duas décadas da presença eletrônica do jornal foi marcado com o lançamento da reformulação do portal do grupo em outubro de 2016. O conteúdo do Portal A Tarde, criado em 1996, foi estruturado em notícias, esportes e entretenimento e adotou o formato responsivo para que a resolução se adeque ao dispositivo.